# Young Democrats of America
Die Young Democrats of America (YDA, dt. „Junge Demokraten Amerikas“) sind die Jugendorganisation der Demokratischen Partei in den Vereinigten Staaten.
Die Organisation mit Sitz in Washington, D.C. wurde 1932 als offizielle Jugendorganisation der Partei gegründet. Seit 2002 sind sie formell unabhängig als 527er-Gruppe registriert. Ihre Mitglieder sind Demokraten unter 36 Jahren.
Die YDA sind Mitglied der International Federation of Liberal Youth und Partnerorganisation des FDP-Jugendverbandes Junge Liberale.